# Medophron armatulus
Medophron armatulus är en stekelart som först beskrevs av Thomson 1888.  Medophron armatulus ingår i släktet Medophron och familjen brokparasitsteklar. Arten är reproducerande i Sverige. Inga underarter finns listade i Catalogue of Life.